# Дюргердам
Дюргердам (на нидерландски: Durgerdam) е живописно рибарско селище на Айселмер, на около 9 км от центъра на Амстердам, съвсем близо на изток от северната част на града.